# Brandschutzdienststelle
Die Brandschutzdienststelle ist zuständig für Belange des Brandschutzes im Baugenehmigungsverfahren. Zusätzlich werden durch sie wiederkehrende Begehungen von Sonderbauten (Feuerbeschau/Brandverhütungsschau) durchgeführt sowie an der Abnahme von Konzepten für Veranstaltungen mitgewirkt.
Im Baugenehmigungsverfahren überprüft die Brandschutzdienststelle unter anderem, ob die Rettungswege eines Gebäudes vorhanden sind und den Anforderungen entsprechen bzw. ob eine Personenrettung über Drehleitern möglich ist. Zudem wird untersucht, ob die Löschwasserversorgung des Objekts ausreichend ist. Ist das Gebäude mit anlagentechnischem Brandschutz ausgerüstet, beispielsweise einer Brandmeldeanlage oder einer Sprinkleranlage, wird diese ebenfalls überprüft. Der genaue Umfang dieser Prüfungen und auch die Befugnisse der Brandschutzdienststellen unterscheiden sich von Bundesland zu Bundesland teilweise stark.
Beim Vorhandensein einer Berufsfeuerwehr ist die Brandschutzdienststelle dieser angegliedert. Die Bezeichnung der Abteilung lautet dann meist Vorbeugender Brandschutz oder ähnlich. Existiert keine Berufsfeuerwehr, ist die Brandschutzdienststelle Teil des Landratsamts/der Kreisverwaltung.
Die Mitarbeiter der Brandschutzdienststelle verfügen in der Regel über eine Ausbildung im gehobenen feuerwehrtechnischen Dienst.